# Гарегін Нжде
Гарегін (також Ґареґін) Нжде (вірм. Գարեգին Նժդեհ, справжнє ім'я — Гарегін Егішевич Тер-Арутюнян, вірм. Գարեգին Եղիշեի Տեր-Հարությունյան; 1 січня 1886, с. Кузнут, Еріванська губернія — 21 грудня 1955, Владимирський централ) — герой вірменського національно-визвольного руху початку XX століття, вірменський військовий і державний діяч. Основоположник цегакронізму — концепції вірменської національної ідеології.

## Біографія
Народився в сім'ї священика в 1886 році в селі Кузнут Нахічеванського повіту Ериванської губернії. При хрещенні був названий ім'ям Аракел. Початкову освіту здобув в російській школі у Нахічевані, продовжив навчання в гімназії Тифлісу. 1902 року Тер-Арутюнян поступив на юридичний факультет Петербурзького університету. Але через два роки навчання він залишає університет.
У 1906 році Нжде перебрався до Болгарії. Там він вступає в нелегальне військове училище, яке було створене 1907 року за пропозицією одного з лідерів партії Дашнакцутюн, Ростома Зорьяна. У ньому пройшли навчання понад 400 вірмен і болгар, яких навчали військовій справі і готували до революційної діяльності на території Турецької Вірменії та Македонії..
Після закінчення цього навчального закладу повернувся на Кавказ, де приєднався до партизанського загону Мурада Себастаці і вступив до лав АРФД.
У листопаді 1907 року офіцером вирушив до Персії і взяв активну участь у перській революції. У серпні 1908 року повернувся у Кузнут.
У вересні 1909 Нжде був заарештований царською владою («Справа партії Дашнакцутюн», і ув'язнений разом з 163_ма дашнаками).
Відсидів в 4-х в'язницях: 1 — у місті Джульфа (Азербайджан), 2 — Нахічеванська в'язниця, 3 — Новочеркаська в'язниця, 4 — Петербурзька тюрма.
У березні 1912 року він був звільнений з в'язниці і переїхав до Болгарії.

## Участь в Балканській війні

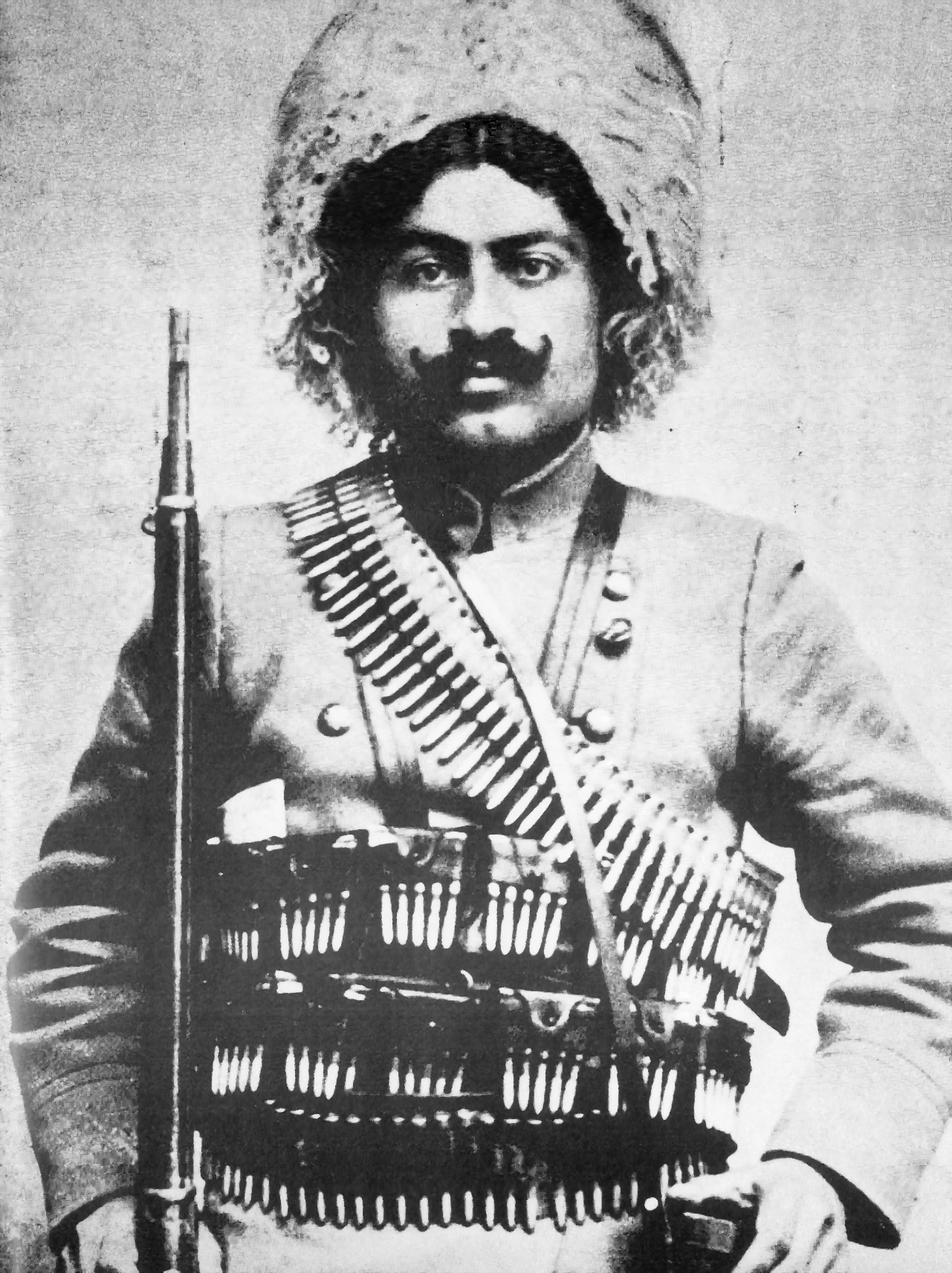
Гарегін Нжде, 1913 рік.

У період 1-ї Балканської війни вірмени, що проживали в християнських країнах Балкан, підтримали тамтешні уряди в боротьбі проти Османської імперії. Гарегін Нжде почав воювати 16 вересня 1912 року.. Разом з Андраніком йому вдалося залучити до участі у війні кілька сотень вірменських добровольців.
20 жовтня 1912 року Нжде призначено командиром Другої вірменської роти.
У листопаді 1912 року біля села Мерхамлі, на березі річки Маріца в Беломор'ї, у складі 3-й болгарської бригади, Нжде, разом зі своєю ротою, взяв участь в розгромі турецького корпусу генерала Явера-паші. За цей бій Нжде був нагороджений болгарськими та грецькими нагородами, серед яких — (болг. Орден „За храброст“ IV ступеню та званням «Герой Балканських народів».
18 червня 1913 року, під час боїв, Нжде було поранено.

В числі від 19 липня 1913 року газета «Київська думка» публікує нарис свого військового кореспондента Льва Троцького про вірменську добровольчу роту, що воювала проти Туреччини під час першої Балканської війни, за свободу Македонії та Фракії.:
Ротой командует армянин-офицер, в форме. Его величают просто «товарищ Гарегин». Гарегин, это — бывший студент Петербургского университета, привлекавшийся по знаменитому «лыженскому» процессу Дашнакцутюн и оправданный после трехлетнего заключения. Он прошел в Софии курс военного училища и числился до войны подпоручиком запаса болгарской армии.

## Перша світова війна
Напередодні Першої світової війни Нжде, як і багато інших представників Дашнакцутюн, отримав від царського уряду помилування, і на початку жовтня 1914 року переїхав до Тифлісу. На початку війни Наждех входив до складу Російської армії, заступником командира 2-ї вірменської добровольчої дружини. Командиром цієї дружини був Драстамат Канаян на прізвисько Дро. Надалі Нжде командував окремою вірмено-єзидською військовою частиною. У певний період, заступником командира воював у складі зведеної дружини, під орудою Вардана Ханасорі. Ця дружина входила до Араратського загону, пізніше — до 1-го Вірменському полку.
З травня 1915 року по 25 липня 1916 року Нжде брав участь у битвах за звільнення Західної Вірменії, за що був нагороджений орденами св. Володимира 3-го ступеня, св. Анни 4-го ступеня і Георгіївськими хрестами 3-го і 2-го ступенів.
У липні 1915 року отримав чин поручика.
З травня 1917 року Нжде був міським комісаром в Александрополі.

## Республіка Вірменія
У травні 1918 року Нжде прикриває відступ вірменських військ з Карської області, ведучи бій при Аладжі; при цьому Гарегіну вдалося вивезти з міста Ані матеріали розкопок професора Марра Миколи Яковича.
21 травня 1918 року турецькі війська підійшли до Каракілісе.
25—28 травня 1918 року Нжде командував загоном у битві біля Каракілісе (Ванадзор), в результаті якого турки вирішили не просуватися вглиб Вірменії. У цій битві знову був поранений. Нагороджений орденом за Мужність.
У грудні 1918 року Нжде придушив повстання турок в Веді. 1919 року Нжде служив в вірменській армії і брав участь в різних битвах. За придушення повстання в Ведібасарі Нжде був нагороджений орденом Св. Володимира 3-го ступеня.
У серпні 1919 року військовий міністр Вірменії наказом № 3 присвоює Нжде чин капітана.

## Діяльність у Зангезурі

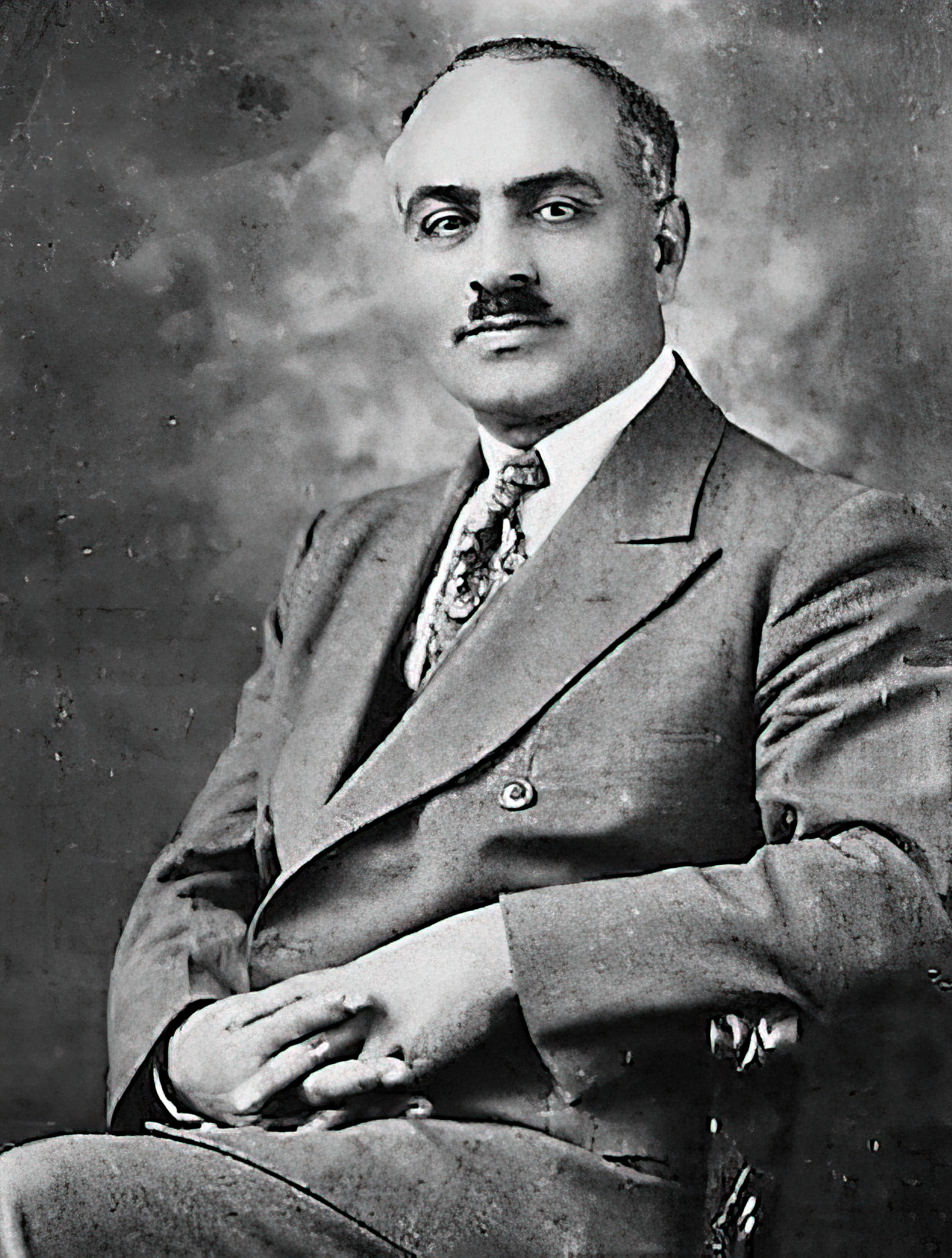

4 вересня 1919 року Нжде було направлено зі своїм загоном у Зангезур (область Сюнік) — для захисту області, оголошеної Азербайджаном частиною своєї держави. У жовтні 33-річний Нжде був призначений на посаду командувача південно-східним фронтом Зангезура (Сюніка), тоді як обороною північного району, Сісіан, керував Погос Тер-Давтян.
За власним висловом Нжде —
«Потім я присвятив себе справі фізичного захисту підданих небезпеці вірмен Капана і Аревіку, відбиваючи періодичні напади мусаватського Азербайджану і турецьких паші Нурі і Халіла».
У грудні 1919 року Нжде у Гехвадзорі придушує опір в 32 азербайджанських селах, які по вірменським даними стали лихом для Капана і прилеглих районів.
У березні 1920 року вірмено-азербайджанська війна відновилася скрізь по спірних областях (Зангезур, Карабах, Нахіджеван). 28 квітня Баку був зайнятий Червоною Армією, і там була проголошена Радянська влада; на початку липня Червона Армія увійшла в Зангезур, і в середині місяця між нею і вірменськими силами почалися бої.
Весною 1920 року уряд Вірменії присвоює Ґарегину Нждеху чин полковника.
10 серпня 1920 було укладено угоду між Совєтською Росією і Республікою Вірменія, по якому спірні області займалися військами Червоної Армії. Побоюючись, що Зангезур після цього може перейти під контроль Радянського Азербайджану, Нжде не визнав цієї угоди і відмовився йти з Зангезура.
На початку вересня Капан був зайнятий військами Червоної Армії, а Нжде з його загоном був відсунутий до Хуступкських гір (околиці Мегрі, древній Аревік), де він закріпився, скориставшись неприступною місцевості.
Однак, на початку жовтня 1920 року у Зангезурі почалося масове повстання проти Радянської влади, яке очолили Нжде і Тер-Давтян, а після загибелі останнього — одноосібно Нжде). До 21 листопада дві бригади 11-й Червоної Армії і кілька союзних їй турецьких батальйонів Завал-паші були розгромлені повсталими в битві біля Татевського монастиря, і 22 листопада Нжде вступив до Горіса. Радянські сили залишили Зангезур (в ході цих подій за деякими даними загинуло близько 12000 солдатів Червоної Армії).
25 грудня 1920 з'їзд, що відбувся в Татевському монастирі, проголосив «Автономну Сюнікську республіку», яку фактично очолив Нжде, що прийняв давній Вірменський титул спарапета (головнокомандувача). Керівництво Радянської Вірменії оголосив нагороду за голову «глави Зангезурський контрреволюції» «авантюриста Нжде». Лютневе повстання в Вірменії відтягнуло на себе сили Червоної Армії, на деякий час давши Зангезурові перепочинок; навесні, з придушенням лютневого повстання, до Зангезуру відступили сили повстанців. На той час Нжде поширив свою владу на частину Нагірного Карабаху, з'єднавшись з діючими там повстанцями.
26 квітня 1921 року на II Татевському з'їзді, у роботі якого брали участь 95 делегатів від 64 сіл, була проголошена Республіка Лернаайастан (Республіка Гірська Вірменія), а Нжде очолив її як прем'єр-міністр, військовий міністр і міністр закордонних справ.
1 червня на проведеному в Ґорісі спільному засіданні «Комітету визволення Батьківщини» і Республіки Нагірна Вірменія, «Нагірна Вірменія» перейменовується на Вірменію (Республіка Вірменія), як продовження Першої Республіки; її прем'єром був призначений прем'єр останньої — Симон Врацян, а Нжде був призначений військовим міністром. За свідченням самого Нжде, єдиною помилкою в ті дні було оголошення Лернаайастана Вірменією, що сталося проти його волі[джерело не вказане 3283 дні].
У липні 1921 року, після офіційного опублікування в пресі рішення Революційного комітету Вірменії залишити Сюнік у складі Вірменії і заручившись гарантіями керівництва Радянської Вірменії щодо збереження Сюніка в складі Вірменії, Нжде зі своїми соратниками перейшов через річку Аракс в Персію.
За свідченнями (на допиті в тюрмі) Дашнака Оганеса Деведжяна, колишнього секретаря бюро уряду Вірменії, Нжде, очолюючи військовий рух в Зангезурі, використовувався дашнакским урядом Вірменії не стільки для упокорення місцевих азербайджанців, як задля очищення території Зангезура від них, а потім в боротьбі проти Червоної Армії.
Зі слів Том де Ваала, захопивши в 1921 році Зангезур, Нжде вигнав звідти залишки азербайджанського населення і домігся, як евфемістично висловився вірменський автор Клод Мутафян, «реарменізаціі» регіону.

## Еміграція

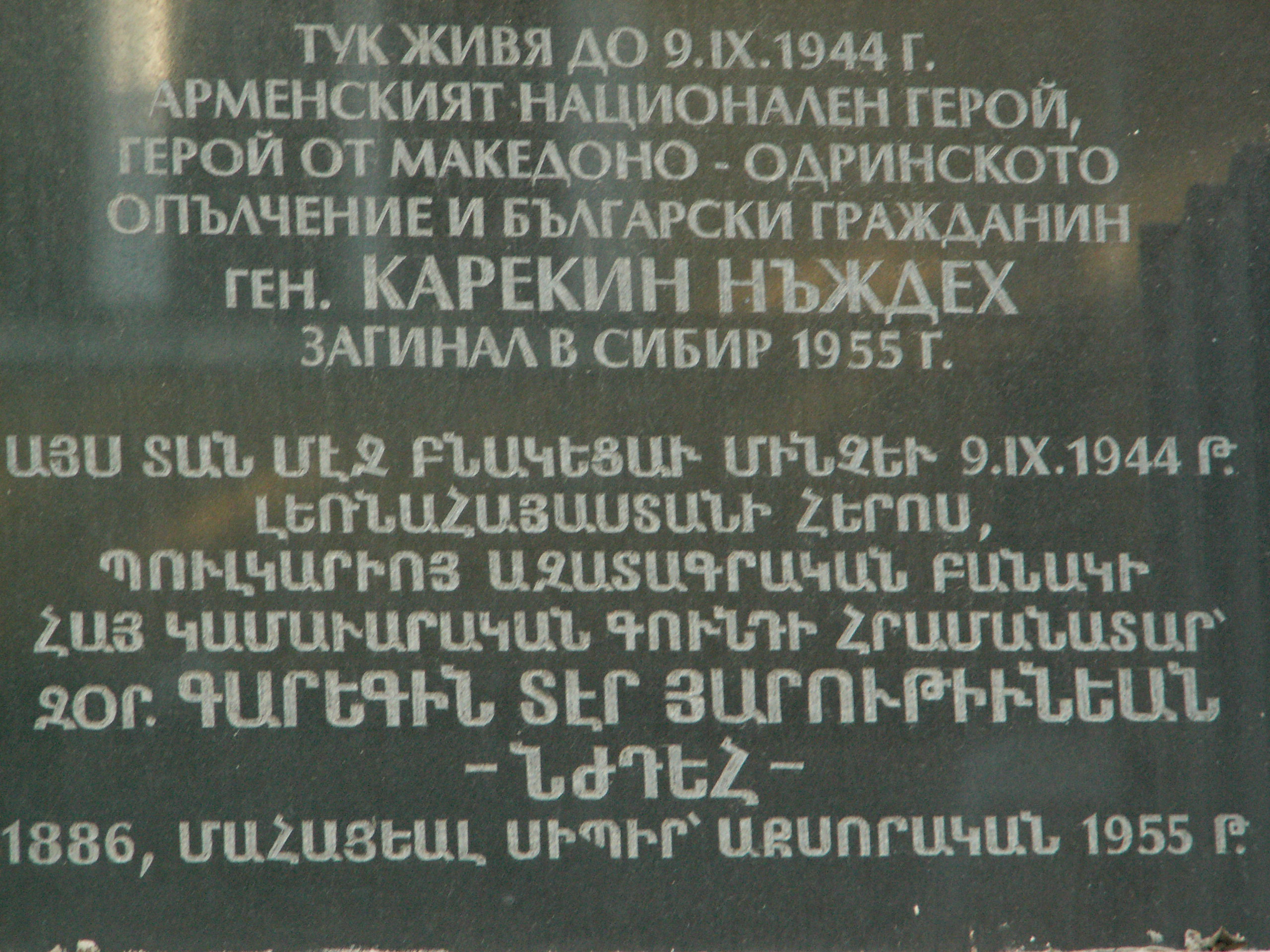
Пам'ятна дошка на будинку Нжде в Софії, де він був заарештований в 1944 р. Дата арешту і місце смерті вказані помилково.

У Персії Нжде на деякий час зупинився в селі Мужамбар, а приблизно через місяць перебрався в Тавриз.
На той час проти Гарегіна Нжде була розпочата наклепницька кампанія, призвідниками якої були більшовицькі агенти і ті члени об'єднаного уряду Республіки Вірменія та Республіки Лернаайастан, яких Нжде не раз публічно засуджував.
У липні 1921 року Вищою судовою інстанцією АРФД на Гарегіна Нжде було заведено судову справу. Йому було висунуто звинувачення в «споспешествованіі падіння Республіки Лернаайастан». 29 вересня партійний суд постановив:
«Виключити Нжде з лав партії Дашнакцутюн і винести його справу на розгляд майбутнього 10-го з'їзду партії»
.
Однак у квітні-травні 1923 року партійний конгрес, а потім 10-й з'їзд (17 листопада 1924 — 17 січня 1925 року), відновлює Нжде в рядах партії.
Із 1922 по 1944 рік Нжде проживав у Софії (Болгарія), був членом Балканського комітету АРФД.
Нжде влітку 1913 року в Софії заручився, а в 1935 році — одружився з Епімою Сукіасян. Навесні 1945 року його дружину і сина заслали в болгарське місто Павликени, де 24 лютого 1958 року Сукіасян померла від туберкульозу. Син, Сукіас-Вреж Тер-Арутюнян після демобілізації з армії 1960 року оселився в Софії.

### Створення Цегакрона
У 1933 році Нжде брав участь у 12-х Зборах Вірменської Революційної Федерації, на яких були присутні майже всі відомі вірменські діячі в еміграції. Нжде там представляв вірменських емігрантів Болгарії. Ним було запропоновано кілька пунктів для організації вірменської еміграції з метою боротьби проти Туреччини і більшовиків. Основним завданням він вважав організацію вірменської молоді, з цією метою влітку 1933 року він поїхав в США.
У рамках Дашнакцутюн Гарегином Нжде в тому ж році була створена молодіжна організація, група «Цегакрон», яка характеризується політологом Волкером Якобі, як прото-фашистська, пізніше перейменована в «Вірменську молодіжну організацію» (англ. Armenian Youth Federation). У США, в місцях компактного проживання вірмен, ним були створені Заприсяжені Спілки (Цегакрон Ухтер). У Болгарії, Німеччини, Румунії, в Греції і у Франції були відкриті філії організації. При створенні Цегакрона Нжде був переважно керований переважаючими в 1930-х роках расистськими теоріями та ідеологіями.

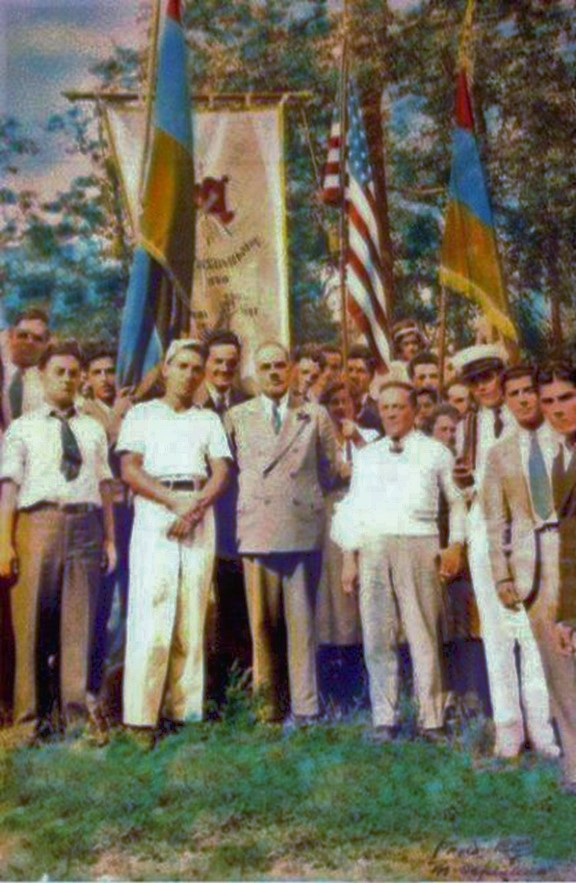
Гарегін Нжде c членами «Цегакрон» (США, Бостон, 1933 рік)

Назва «Цегакрон» походить від слів «раса» [уточнити: ком.] і «релігія» Противники дашнаків вважають це «расовим поклонінням», з чіткою конотацією фашизму, прихильники перекладають як «віддані раси», «послідовники раси».
Його основною ідеєю було створити у свідомості північноамериканської вірменської молоді чіткий зв'язок з поняттям національної ідентичності. Основна думка полягала в тому, що перш за все слід розглядати націю. Нжде пропагував «расовий патріотизм», як «природну і логічну реакцію проти чужого середовища, яке загрожує самому існуванню нашої раси». Стиль і гасла його руху вторили фашистським рухам Європи.

В уніформі використовувалися два з трьох кольорів триколору полеглої республіки, сині сорочки і помаранчеві хустки. За словами Нжде:
«Заперечення прапора означає заперечення нашої ідентичності. Ми не можемо бути нейтральними в цьому питанні. Бо, якщо ми залишимося нейтральними, то, що стане з ідентичністю вірмен за межами батьківщини».
На думку Томаса де Ваал, Нжде мав справді фашистський ухил, створюючи цю організацію.

Ним в Софії 1935 року була опублікована робота «Американське вірменство — Рід та його непотріб», а також значна кількість статей, в одній із яких він писав: 
|  | Якщо до цього дня наш народ отримує лише удари і трагічно нездатний дати відсіч - причина в тому, що він не живе як рід... Цегакронство - ось панацея, без якої вірмени залишаться політично найбільш знедоленою частиною людства. |

Цим Нжде було покладено початок теорії «Вірменизма». Девізом організації було «Вірменію — вірменам», а метою створення — «Виховати родоповажаюче покоління, представники якого жили б і діяли як піддані і воїни свого роду, хоч де були і яке б соціальне становище не займали».
Друкованим органом «Цегакрон» стає емігрантська газета «Размик», яка почала видаватися Нжде разом з Айком Асатряном в 1937 році.
Нжде протиставив «Цегакрон» партії «Дашнакцутюн», політика якої, на його думку, була нерішучою. Починаючи з середини 1935 року розпочинається загострення відносин між «Цегакрон» і «Дашнакцутюн». На думку лідерів «Дашнакцутюн», «Цегакрон» була молодіжним крилом партії, що дозволяло не рахуватися з її керівництвом.
Загострення відносин мало місце також між Нжде і керівником Бюро АРФ Рубеном Тер-Мінасяном. На думку Тер-Мінасяна, створена Нжде організація була небезпечна для вірменства і могла привести до розколу партії зсередини.
Відповідно до думки багатьох дослідників, коли, на думку «Дашнакцутюн», погляди Нжде стали екстремістськими, фашистськими і расистськими, він був виключений з партії. Це сталося в 1938 році на 13-х Зборах «Дашнакцутюн». Пізніше з боку «Дашнакцутюн» робилися спроби повернути Нжде. Так, в 1939 році, генерал Дро намагався переконати його повернутися і очолити «Цегакрон» та «Дашнакцутюн». Нжде відмовився, однак заявив про намір співпрацювати з партією з метою вирішення загальновірменських проблем.
Нжде сприяв Айку Асатряну при створенні в кінці 1937 року ідеології емігрантської організації «Таронаканутюн» (Таронство), що ґрунтувалась на ідеях націоналізму, а також підтримувала і розвивала ідеї арійського походження вірмен.
Офіційним друкованим виданням організації був тижневик «Таронський Орел» («Тарон Арців»). За своєю ідеологією цей рух мало чим відрізнявся від «Цегакрона».
На початку Другої світової війни, почалося формування напіввійськових розвідувально-диверсійних груп з членів «Цегакрона» і «Таронаканутюна», які попередньо пройшли військово-психологічну підготовку.
Пізніше їх навчали в таборах Абверу, під керівництвом Нжде, з метою перекидання надалі на територію Кавказу і Туреччини.

### Період II світової війни
Повернувшись до Болгарії, Нжде налагоджує зв'язки з Берліном, маючи на меті переконати нацистів напасти на Туреччину. На початку 1940-х років бере участь в створенні вірменських воєнізованих частин в складі Вермахту, що пройшли навчання під керівництвом інструкторів СС.
На початку Другої світової війни Гарегін Нжде став співпрацювати з владою Німеччини, маючи на меті в разі захоплення німцями Закавказзя запобігти можливому вторгненню Туреччини до Радянської Вірменії і по можливості за допомогою Німеччини відновити незалежність Вірменії.
У 1942 році з ініціативи нацистської військової адміністрації була створена Вірменська національна рада (Armenischen Nationalen Gremiums ) на чолі з професором Берлінського Університету Арташесом Абегяном. Для участі в роботі ради Абегян запрошує Гарегіна Нжде. У грудні 1942 року Нжде стає одним із семи членів Вірменської національної ради (створеної в Берліні) і заступником редактора газети Національної Ради «Азат Айастан» («Вільна Вірменія») (головний редактор — Абрам Гюльханданян).
Згідно з документами ЦРУ, розсекреченими відповідно до закону про розкриття нацистських військових злочинів, 1 вересня 1945 року, в вірменському тижневику
Armenian Mirror-Spectator був опублікований переклад оригінального німецького документа, з якого випливало, що Вірменська національна рада, до якої входили дашнакскі лідери — голова Арташес Абегян, заступник Абрам Фулханданян, Арутюн Багдасарян, Давид Давідханян, Гарегін Нжде, Ваган Папазян, Дро Канаян і Дертовмасян, — свого часу зверталася до нацистського міністра східних окупованих територій Альфреда Розенберга з пропозицією про створення німецької колонії на території радянської Вірменії.
Нжде і генерал Дро брали участь в агітації серед радянських військовополонених-вірмен, що мала на меті набір добровольців до Вірменського легіону, підрозділи якого були задіяні в боях на Північному Кавказі, а пізніше — на Західному фронті.
Він воював на боці німців проти Радянського Союзу, за даними політолога Волкера Якобі, разом з генералом Дро в складі 812 батальйону.
За даними енциклопедії «Велика Вітчизняна війна 1941—1945 років», на території Болгарії в період війни Нжде було завербовано понад 30 агентів вірменського походження. Він брав участь в їх диверсійній підготовці, а також в перекиданні в тил радянської армії з метою ведення підривної діяльності.

### Переклади українською
2022 - Вибране (збірка праць Ґареґіна Нжде).